# Cose da pazzi
Cose da pazzi is een Italiaanse filmkomedie uit 1954 onder regie van Georg Wilhelm Pabst.

## Verhaal
Dalia Rossi wordt opgenomen in Villa Felicità, een psychiatrisch ziekenhuis dat wordt geleid door professor Ruiz. Dalia is zelf goed bij haar verstand, maar de arts die haar onderzoekt is compleet krankzinnig. Daardoor kan ze nog lang niet terugkeren naar het normale leven buiten het ziekenhuis.

## Rolverdeling
| Acteur           | Personage      |
| ---------------- | -------------- |
| Aldo Fabrizi     | Gnauli         |
| Carla Del Poggio | Dalia Rossi    |
| Enrico Viarisio  | Professor Ruiz |
| Enzo Fiermonte   | Paolo          |
| Rita Giannuzzi   | Silvia         |
| Lianella Carell  | Diomora Guidi  |
| Arturo Bragaglia | Visser         |
| Oscar Andriani   | Gek            |
| Marco Tulli      | Uitvinder      |
| Gianna Baragli   | Gekkin         |
| Nietta Zocchi    | Gekkin         |
| Lia Di Leo       | Verpleegster   |
| Walter Brandi    | Arts           |